# Campo (Vallemaggia)

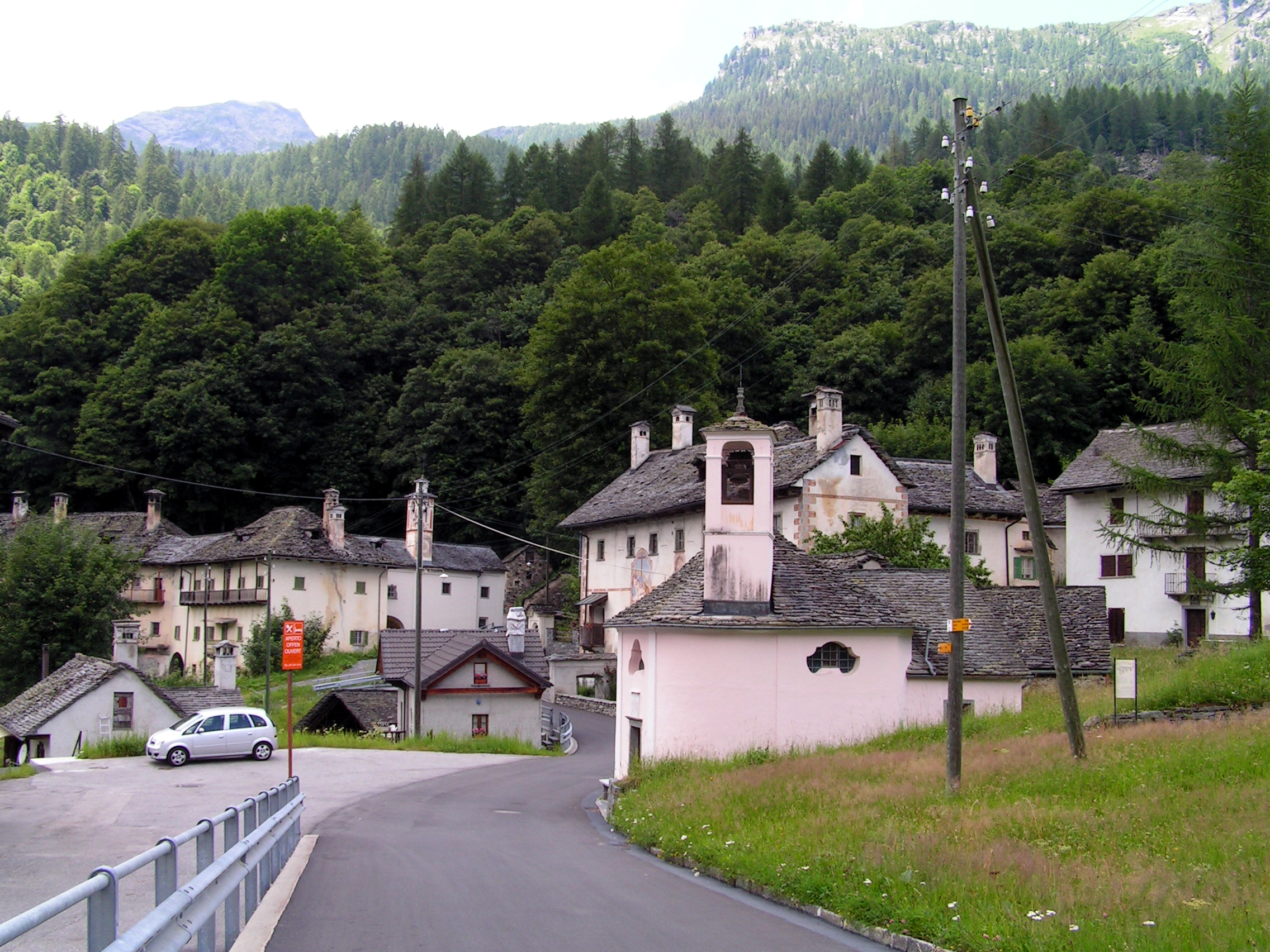
Campo (Vallemaggia)

Campo (Vallemaggia), in der alpinlombardischen Ortsmundart Chièmp [kjɛmp], ist eine politische Gemeinde im Schweizer Kanton Tessin. Sie gehört zum Bezirk Vallemaggia und innerhalb dessen zum Kreis Rovana. Das Hochplateau der Gemeinde wird vom sich stetig vertiefenden Flussbett der Rovana di Campo unterspült.

## Geographie
Die Gemeinde liegt im Valle di Campo auf 1314 m ü. M., 26 km nordwestlich von Locarno. Die Nordgrenze zu Bosco/Gurin führt entlang der Grate einer Gebirgskette. Westlichster Punkt dieser Kette ist der Madone/Batnall (2748 m ü. M.), östlichster Punkt der Pizzo Bombögn (2289 m ü. M.). Die Westgrenze zum Val Formazza ist zugleich Landesgrenze zu Italien. Sie führt vom Madone/Batnall hinüber zum Pizzo Quadro (2793 m ü. M.), zerteilt dann in südöstlicher Richtung den oberen Teil des Valle di Campo, geht in südwestlicher Richtung zum Pizzo di Porcaresc (2467 m ü. M.) und dreht dann nach Osten ab.
Die gesamte Südgrenze ist gleichzeitig Bezirksgrenze (Distretto di Vallemaggia/Distretto di Locarno) und führt meist entlang von Gebirgsgraten zum Pizzo Molinera (2292 m ü. M.). Vom letztgenannten Berg geht es in nordwestlicher Richtung zurück zum Pizzo Bombögn. Im südlichen Gebirgsteil liegen vier kleine Seen: der Lago dei Pozzöi (1955 m ü. M.), der Lago Gelato (2155 m ü. M.), der Lago di Sfii (1909 m ü. M.) und der Lago del Pèzz (1979 m ü. M.).
Hauptbach ist die Rovana di Campo, die aus dem Zusammenschluss des Ri di Sfii (entspringt im Süden der Gemeinde) und dem Rio Colobiasca (entspringt im italienischen Valle Cravariola westlich der Gemeinde) entsteht. Das sich seit dem 19. Jahrhundert stetig vertiefende Flussbett ist eine wesentliche Bedrohung für die Siedlung. Gleichfalls ist es die Tatsache, dass sich Regenwasser unterirdisch an einer wasserundurchlässigen Schicht anstauen und Erdmassen in Bewegung versetzen kann, wodurch eine Terrasse ins Rutschen gerät.

## Siedlungen

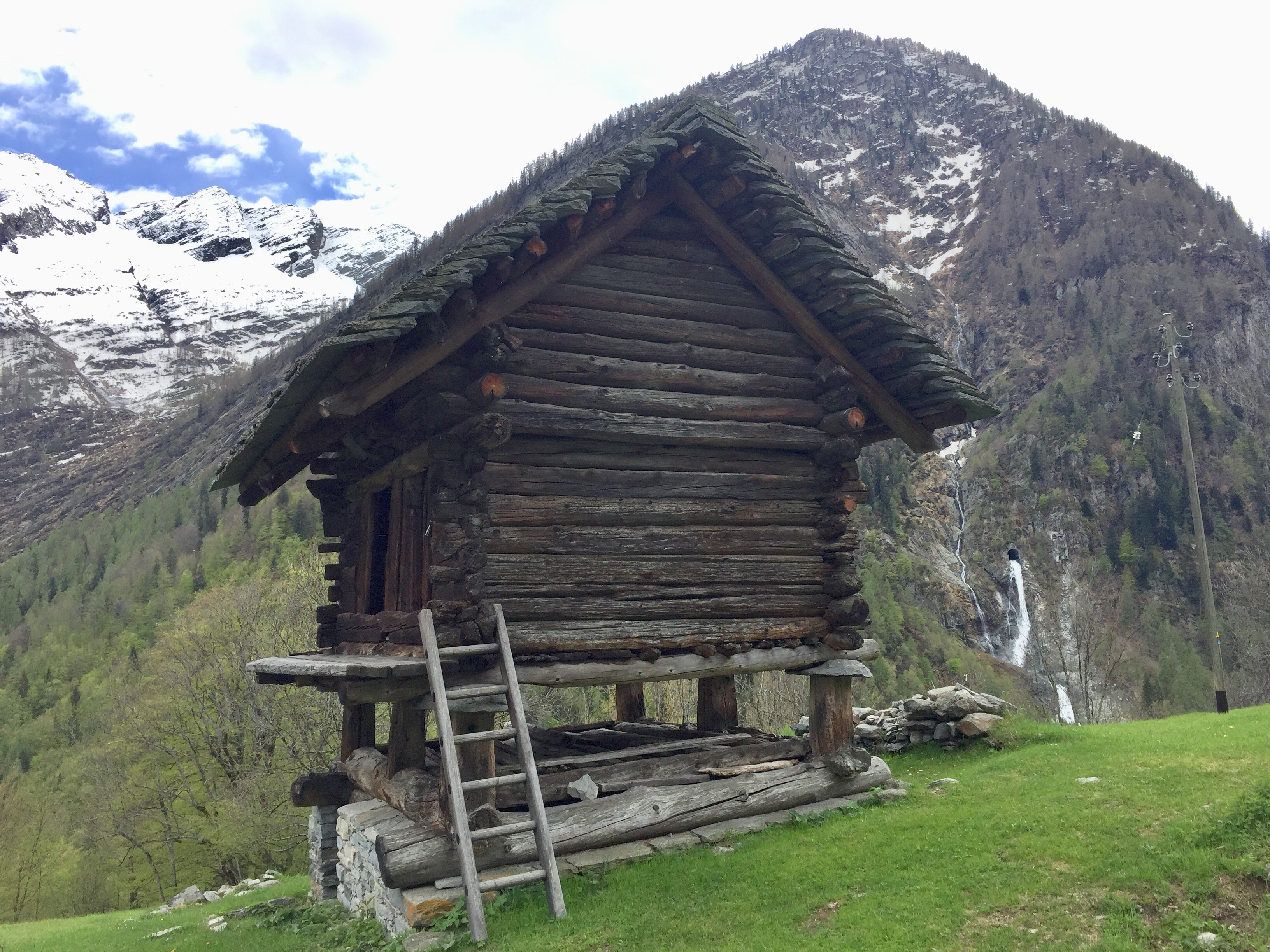
Piano di Campo: Torba di Sartüü, Getreidespeicher auf pilzförmigen Mäusepfeilern («funghi»), erbaut 1567

In der Gemeinde liegen zahlreiche Häusergruppen und Einzelgehöfte. Die grössten Siedlungen sind Pianelli (ein Zusammenschluss mehrerer Alpen, 1,1 km südwestlich von Campo); Cimalmotto (1405 m ü. M., 800 m südwestlich von Campo); Campo (Vallemaggia) (1281–1311 m ü. M., ein Zusammenschluss mehrerer Weiler); Piano di Campo (1187 m ü. M., 1,7 km östlich von Campo) und Niva (oberhalb des gleichnamigen Bachs, 954 m ü. M., 2,8 km östlich von Campo). Alle diese Siedlungen liegen nördlich der Rovana di Campo.
Vom gesamten Gemeindeareal von über 43 km² sind 44,3 % von Wald und Gehölz bedeckt und 41,5 % unproduktive Fläche (Gebirge und Seen). Immerhin 13,3 % des Gemeindegebiets können landwirtschaftlich genutzt werden. Weitere 0,8 % des Gemeindeareals sind Siedlungsfläche.
Ein erheblicher Teil des Territoriums leidet unter Erdverschiebungen. Die Kirche von Campo war bereits im Jahr 1858 30 Meter talabwärts gerutscht; die ersten Häuser des Bergdorfs mussten aufgegeben werden. Bis 1950 wanderte der Kirchturm um weitere 23 Meter Richtung Abhang, und die Kirche sackte um fast 6 Meter ab.
Nachbargemeinden sind auf Tessiner Seite Bosco/Gurin, Cerentino, Cevio, Maggia und Onsernone (bis 9. April 2016 Vergeletto) sowie auf italienischem Territorium Formazza, Montecrestese, Premia (Piemont) und Santa Maria Maggiore (Piemont).

## Geschichte
Das Campotal, früher Ceviotal geheissen, muss eine einzige vicinanza (Nachbarschaft) gebildet haben; später bildeten sich die Gemeinden Campo, Cimalmotto und Niva.
Campo war im Spätmittelalter eine Siedlung von beachtlicher Grösse. Das Dorf bildete im 15. Jahrhundert mit Cevio, Bignasco und Cavergno die Roana superior, wahrscheinlich ein besonderer Verwaltungsbezirk. Um 1700 waren die Dörfer des Val Rovana reich, und vermögende Tessiner Familien zogen in seine Abgeschiedenheit. Berühmte Geschlechter wie die Pedrazzini, Porta, Pontoni und Fabri sind hier verwurzelt.
Campo stritt sich seit dem Mittelalter mit dem italienischen Nachbarort Crodo im Ossolatal um die zuhinterst im Tal gelegene Alpschaft Cravairola. Erst am 23. September 1874 wurde das Territorium im Rahmen der sogenannten Cravairola Decision endgültig Italien auf Grund des Schiedspruches des Gesandten der Vereinigten Staaten von Amerika zugewiesen.
Schon im 17. und 18. Jahrhundert wanderten viele Menschen nach Deutschland und Italien aus, da es zu wenig Arbeitsplätze und Siedlungsfläche für alle Bewohner gab. Daher halbierte sich die Einwohnerzahl (1683–1824: −51,5 %). In der ersten Hälfte des 19. Jahrhunderts wurden Cimalmotto und Niva wieder mit Campo vereinigt. Bis zum Jahr 1850 stabilisierte sich die Bevölkerungszahl, ehe die grosse Massenauswanderung einsetzte, die bis 1990 dauerte. Vorerst lagen die Ziele in Übersee (Kalifornien und Australien), doch wanderten auch etliche Bewohner in andere Teile des Kantons Tessin aus. Zwischen 1683 und 2000 nahm deshalb die Einwohnerzahl um 94,6 % ab, was der höchste Wert aller Tessiner Gemeinden ist.
Campo (Vallemaggia) bildet nach wie vor eine eigenständige Bürgergemeinde.

## Bevölkerung
Einwohnerzahlen: Volkszählungsdaten

### Sprachen
Die Bevölkerung spricht die lokale alpinlombardische Mundart des Italienischen. Bei der letzten Volkszählung im Jahr 2000 gaben 89,7 % Italienisch, 8,6 % Deutsch und 1,7 % Englisch als ihre Hauptsprache an.

### Religionen – Konfessionen
In früheren Zeiten waren sämtliche Bewohner Mitglied der römisch-katholischen Kirche. Bei der letzten Volkszählung (2000) waren 81,0 % römisch-katholische und 8,6 % evangelisch-reformierte Christen.

### Herkunft – Nationalität
Von den 49 Einwohnern Ende 2020 waren 41 (= 83,4 %) Schweizer Staatsbürger. Bei der letzten Volkszählung (2000) waren 86,2 % der Einwohner Schweizer Staatsangehörige.

## Politik
Oberstes Organ der Gemeinde ist die Gemeindeversammlung (Assemblea comunale); teilnahmeberechtigt sind alle in der Gemeinde wohnhaften Stimmberechtigten. Die Gemeindeversammlung wählt als leitendes Organ den dreiköpfigen Gemeinderat (Municipio), in dem der Gemeindepräsident (Sindaco) den Vorsitz führt.

## Wirtschaft
Die Erwerbstätigen, die in Campo tätig sind, arbeiten meist in landwirtschaftlichen Berufen.

## Verkehr
Die Gemeinde ist drei- bis viermal täglich durch die Postautolinie Cevio-Cerentino-Cimalmotto ans Netz des öffentlichen Verkehrs angeschlossen.

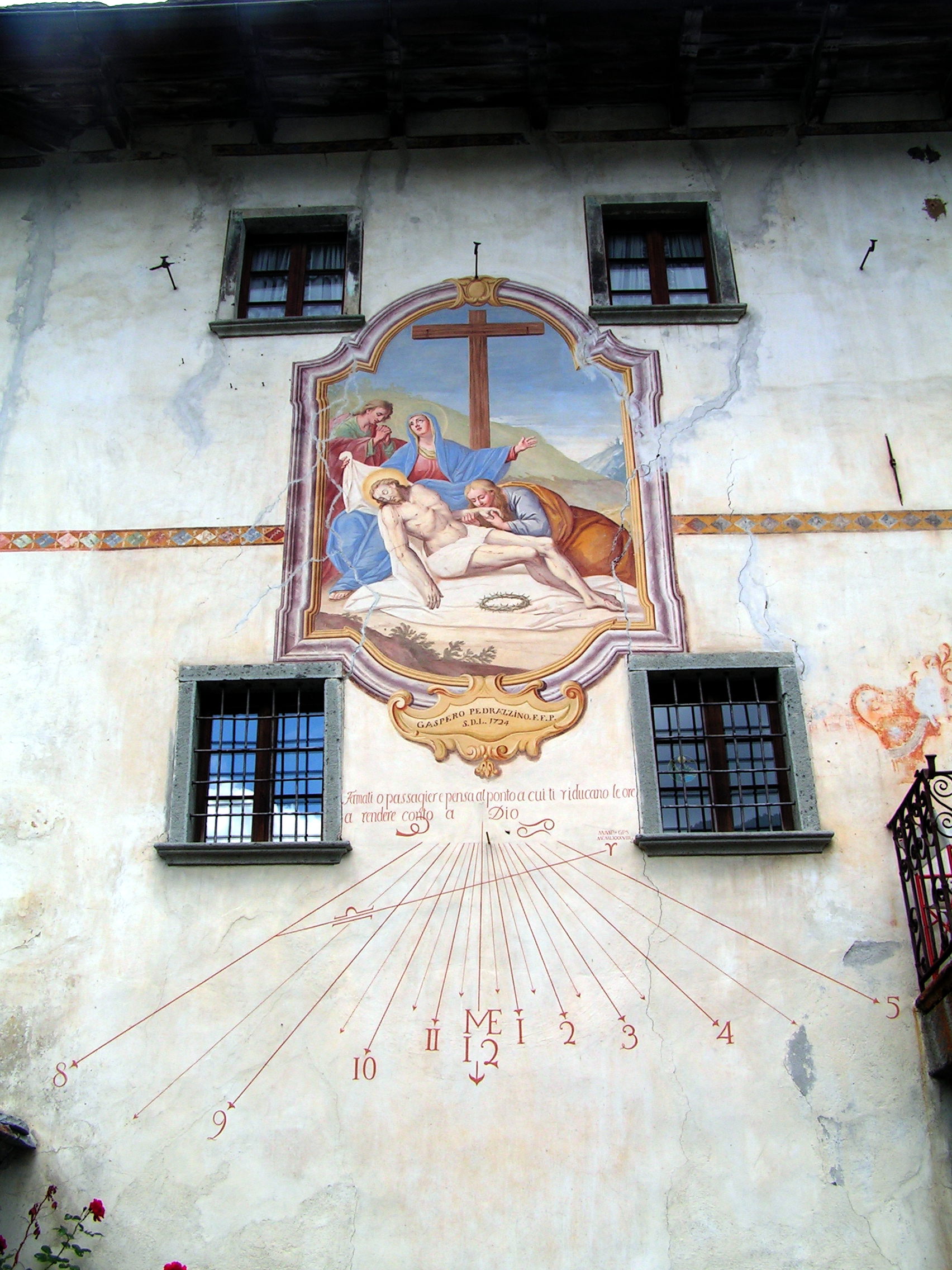
Casa Pedrazzini

## Sehenswürdigkeiten
Die Dorfbilder von Campo und Cimalmotto sind im Inventar der schützenswerten Ortsbilder der Schweiz (ISOS) als schützenswertes Ortsbild der Schweiz von nationaler Bedeutung eingestuft.
Von Einzelobjekten sind zu nennen:
- Pfarrkirche San Bernardo[18][19]
- Palazzi Pedrazzini, erbaut zwischen 1730 und 1749[18][20]
- Oratorium San Giovanni Battista[21]
- im Ortsteil Cimalmotto: Pfarrkirche Beata Vergine Assunta, erstmals 1597 erwähnt, enthält Fresken des Malers Giuseppe Mattia Borgnis (1748)[18]
- im Ortsteil Niva: Pfarrkirche San Rocco[18]
- Schalensteine auf der Alpe Magnello (1810 m ü. M.)[22]

## Bilder

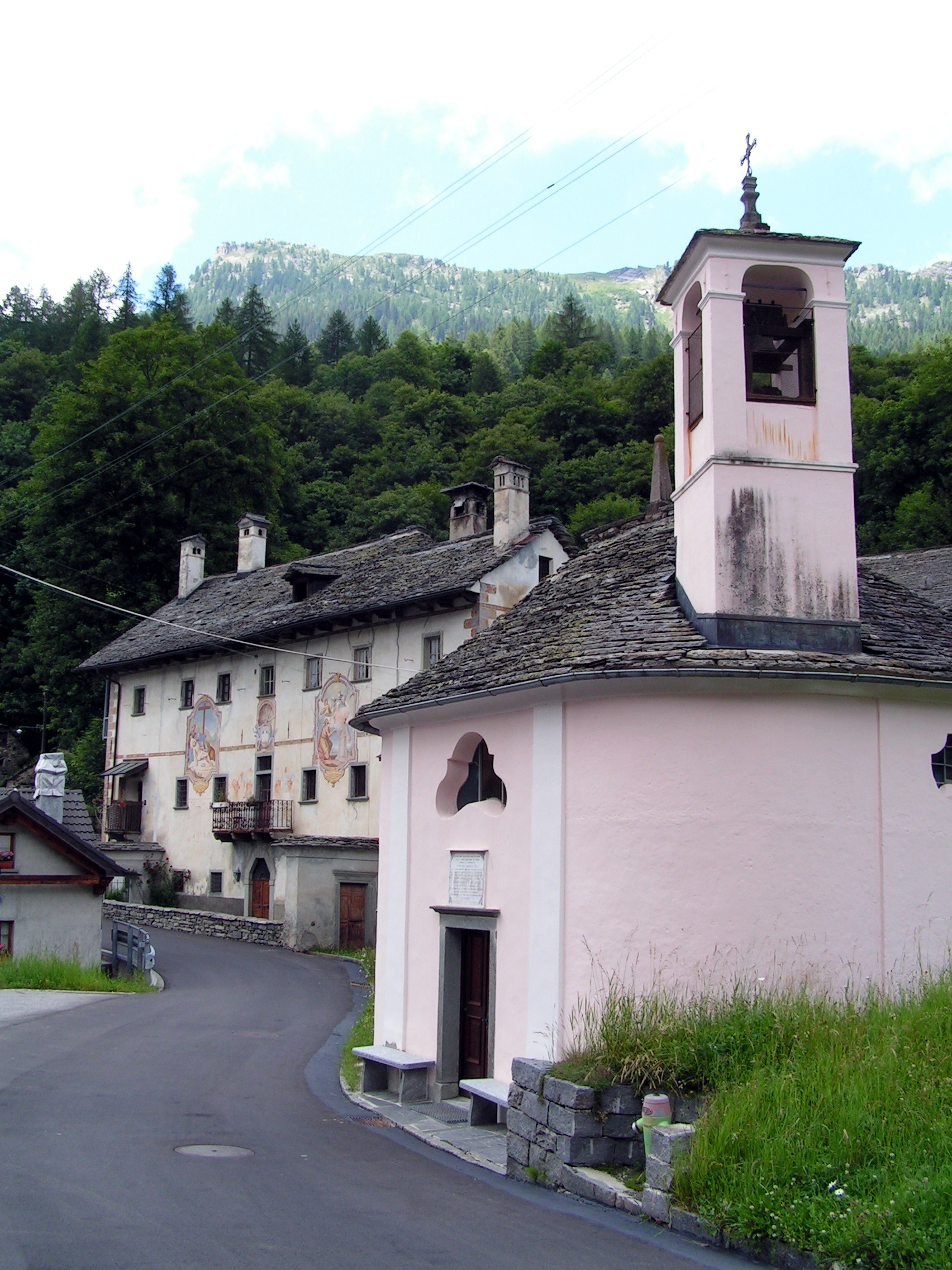
Oratorium Santa Maria Addolorata
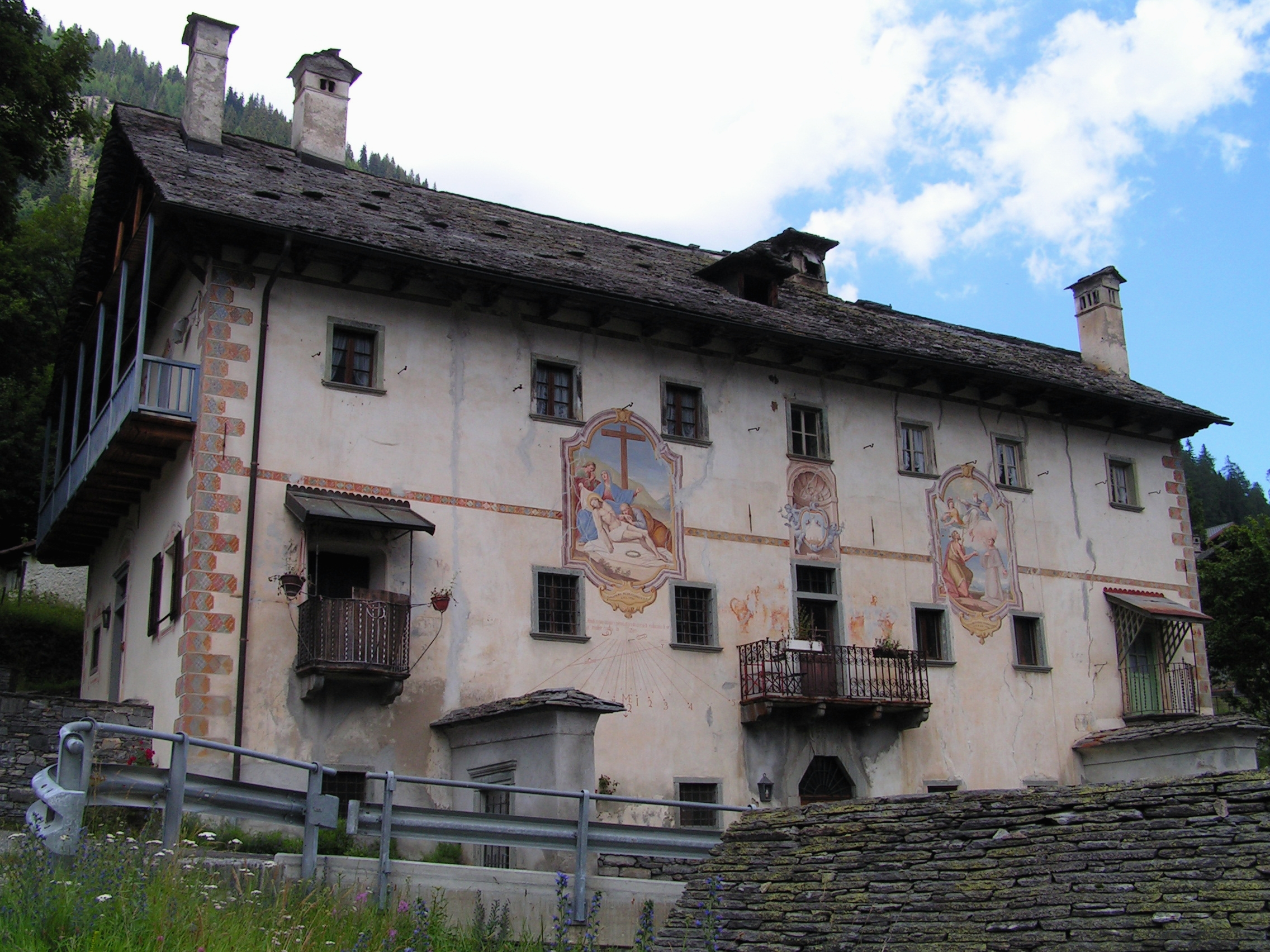
Palazzo Pedrazzini
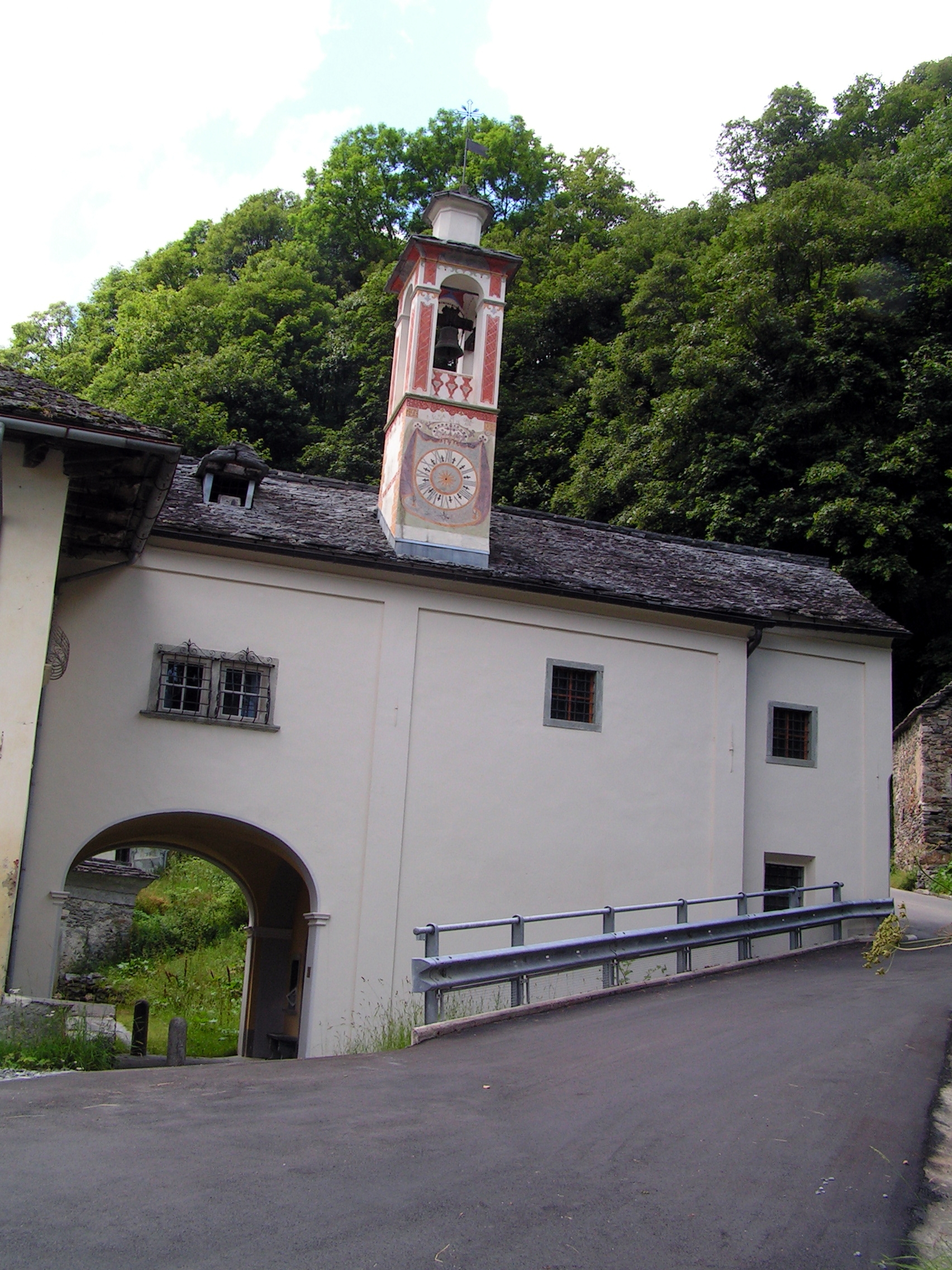
Oratorium San Giovanni Battista
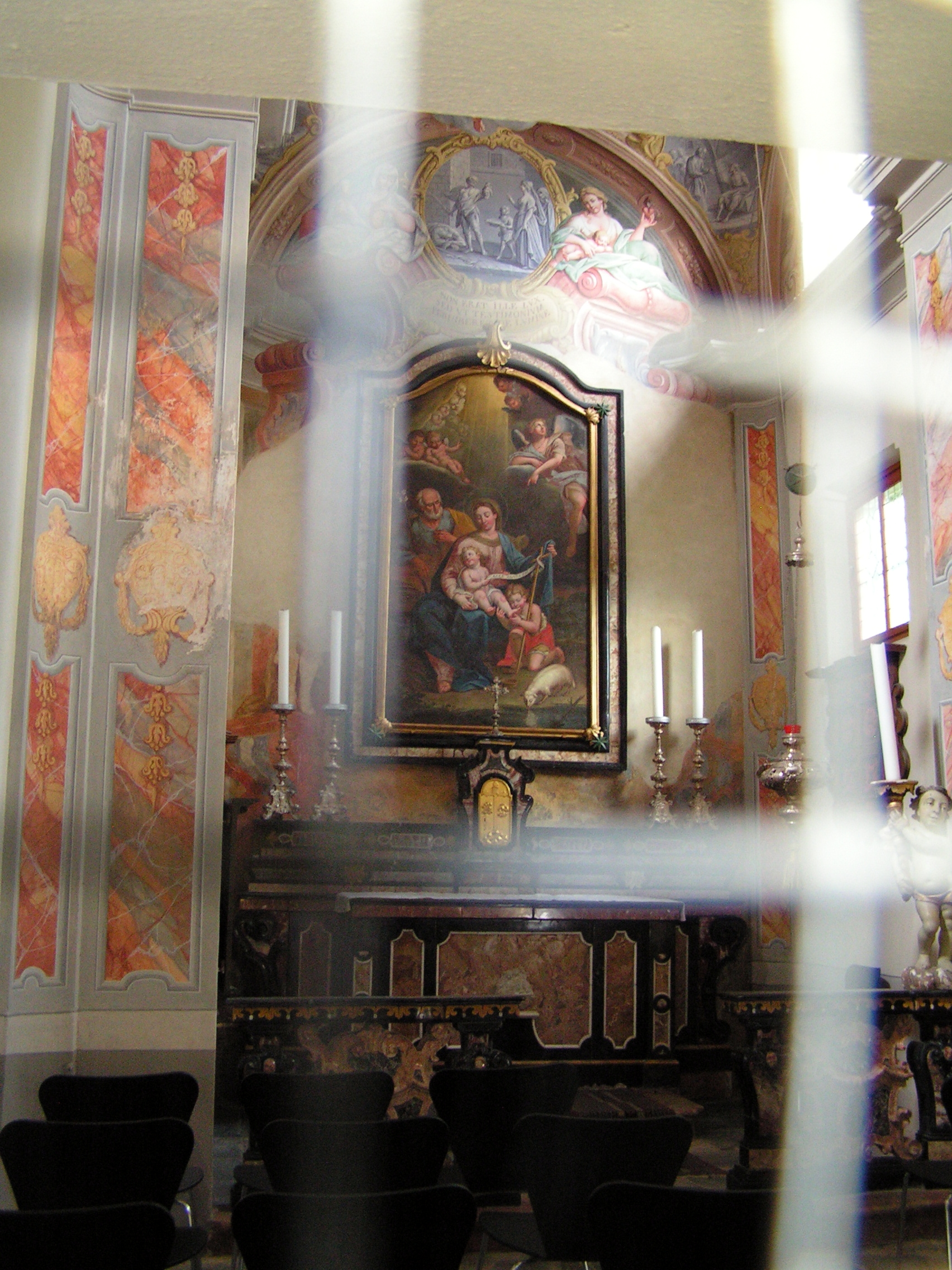
Oratorium San Giovanni Battista, Innenansicht
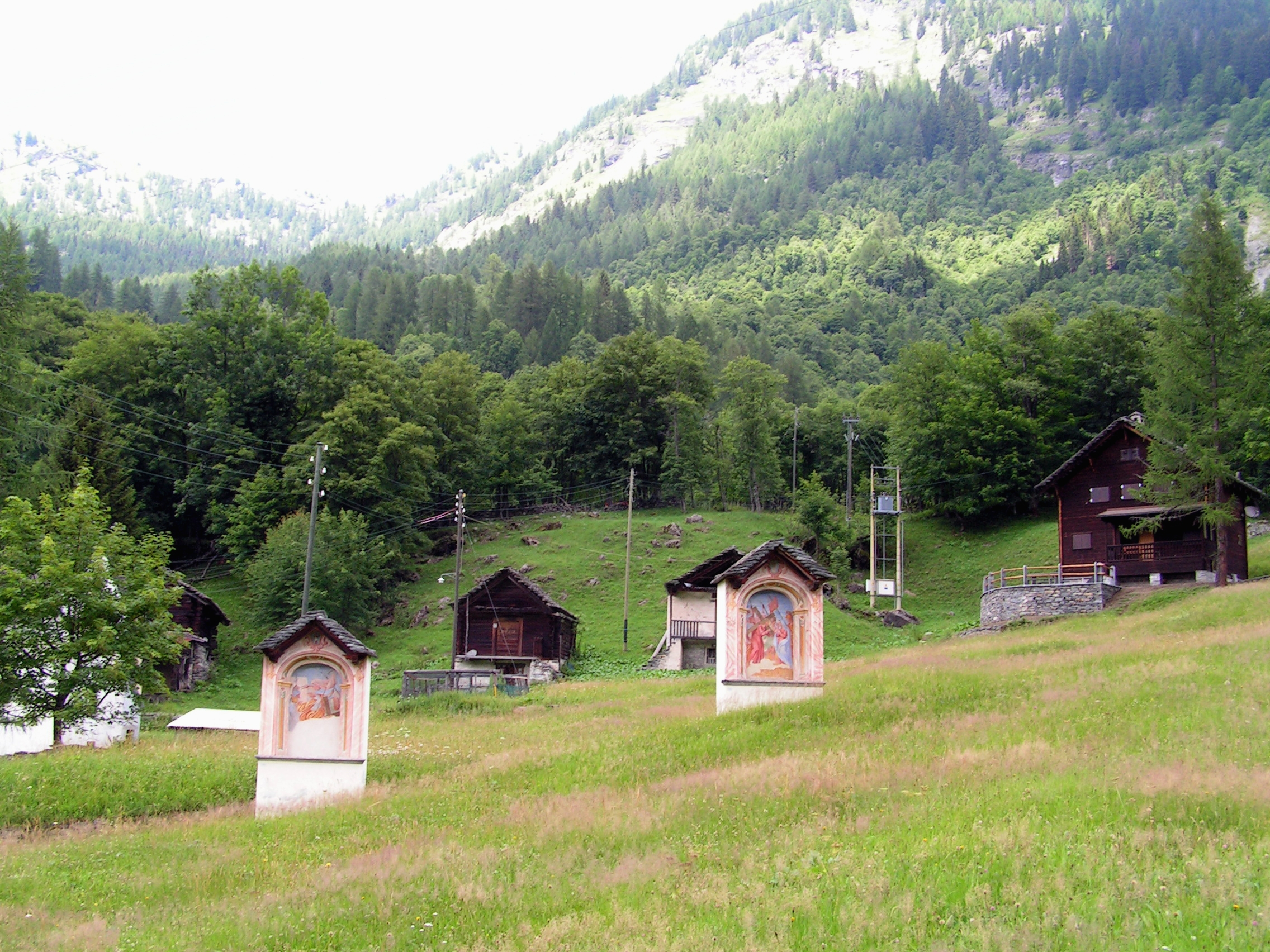
Via Crucis